# Уолкер (озеро, Невада)
Уо́лкер (англ. Walker Lake) — горное солёное озеро в округе Минерал (штат Невада, США), расположенное в бессточном регионе Большой Бассейн.

## Описание

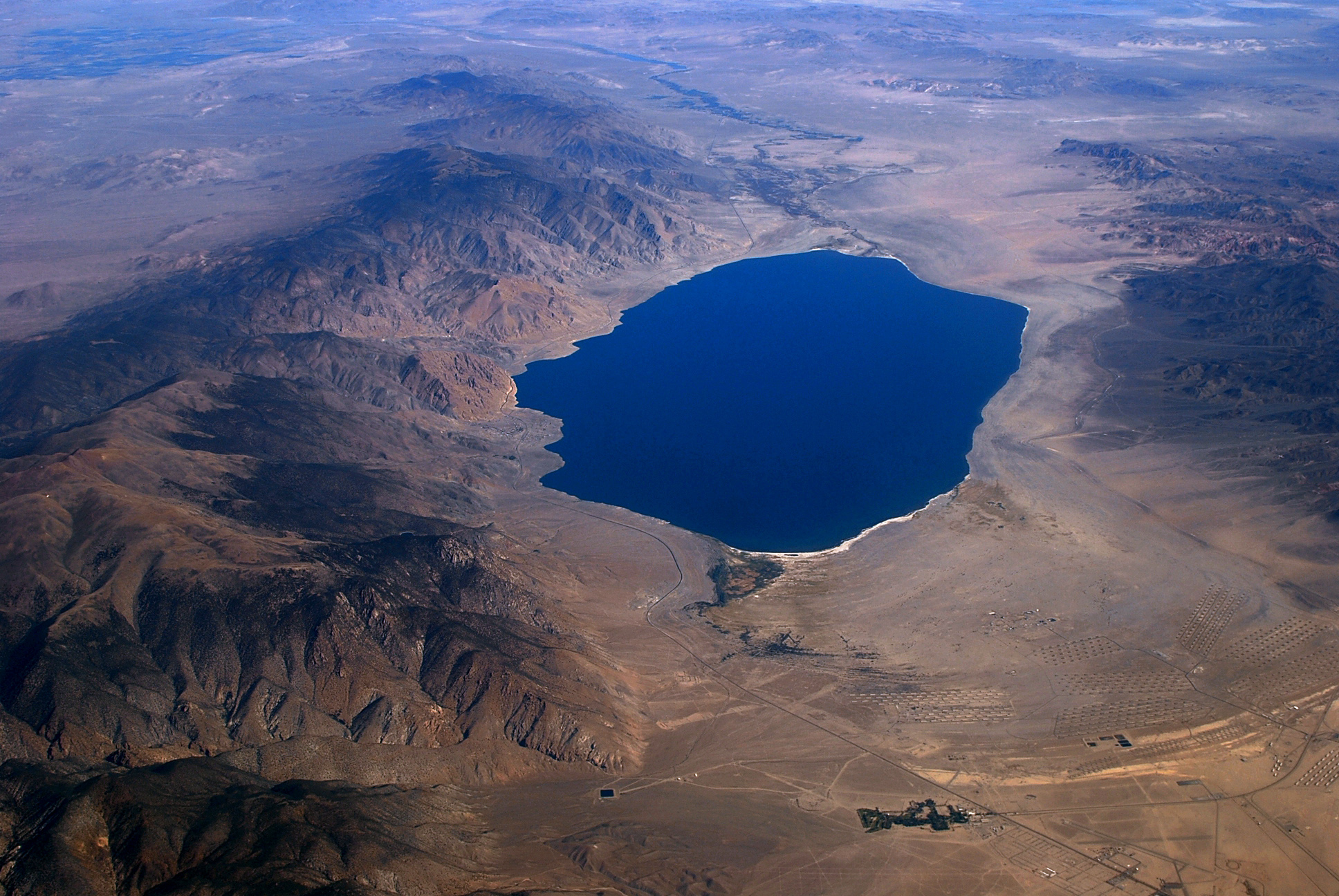
Уолкер с борта самолёта

Озеро имеет форму овала с размерами примерно 19 на 8 километров; расположено на высоте 1208 метров над уровнем моря. Питается одноимённой рекой, вытекающих рек нет. Уолкер является одним из многочисленных остатков обширного озера Лахонтан, существовавшего на этой территории в последний ледниковый период.
В ходе исследований озера, проводившихся, в частности, в связи с расположением вблизи него хранилища ядерных отходов Юкка-Маунтин, было установлено, что с конца плейстоцена Уолкер несколько раз без видимых причин пересыхал и вновь наполнялся водой.
Первые люди поселились в окрестностях озера около 11 000 лет назад, коренное население округи — северные пайюты.
С XIX века основная река, питающая озеро, активно использовалась для орошения, в связи с чем с 1882 по 2010 год уровень Уолкера понизился примерно на 53 метра. В связи с этим, естественно, уменьшается его объём и повышается солёность и концентрация в озере вредных для жизни веществ. К 2004 году из фауны в заметных количествах остались лишь рыбы Oncorhynchus clarki henshawi и Gila bicolor. В связи с этим с 2009 года в близлежащем поселении Хоторн отменён проводившийся здесь долгое время Фестиваль гагар: птицы перестали прилетать к озеру в связи с отсутствием пищи.
Западная часть озера является рекреационной зоной, там же проходит федеральная автомагистраль US 95; в долине к юго-востоку от озера располагается (с 2003 года) Хоторнский склад боеприпасов, один из крупнейших в мире.